# ピーターとマリア
『ピーターとマリア』は、山下友美の漫画。巻中において、ラジウムの発見で有名なピエール・キュリー、マリ・キュリー夫妻がモデルであると述べられている。

## あらすじ
「女に学問はいらない」と言われる時代に、科学者の道を志すマリア。恩師であるピーボー教授の元・弟子ピーターの研究室で助手として働き始めることに。でも、科学では解明できない女心にピーターは戸惑うばかりで……。

## 収録作品
- ピーターとマリア（1992年、『花とゆめ』22号 - 24号掲載）
- 乙女の国のアリス（1993年、『花とゆめ』3号掲載）
- アクアリウム（1992年、『PLANET増刊』11月1日号掲載）

## 登場人物
ピーター・ウォルパー
ピーポー教授の12番目の元弟子にして大学内でも「かわりもの」との評判の青年。金髪で眼鏡を常用している美丈夫だが、外見に関してはあまり頓着が無く、特に研究室の中は未整理の実験道具や書物で埋もれている。
感情に囚われず全て理論的に考えるというモットーを持ち、「女性が学問を行うなど以ての外」というこの時代の風潮をあまり気にしていない為、マリアの眼鏡に適って押しかけ助手を受ける事となる。
男子校の寮住まいが長かった為に女性に関して免疫がなく苦手。現在は研究室に出入りしている少年・ジャンの実家に下宿している。
学生時代にユダヤ人の暴動（文中によると宗教暴動らしい）により両親が死去し、そのためにユダヤ人としての真理（トーラ）に懐疑的となり、本当の「永久不変の真理」を探すためにDr.ピーボーに師事する事となる。なので大学での研究テーマも「永久不変の真理の探究」となっているが、単に自分で抱いた疑問を片っ端から興味の赴くままに研究しているのが実際である。
性格的にはいわゆる堅物で、常識的ではあるが概ね柔軟性にかける部分が見て取れる。また学内で長く偏見の目で見られてきたために多少卑屈っぽい態度をとる事もあり、時々その点をジャンに突っ込まれている。
以前にDr.ピーボーにディナーに招かれた時に蛇を食べさせられ、その上浴槽やベッドにまで蛇を入れられたために蛇が大の苦手。
マリア・ボールドウィン
黒髪碧眼そばかすありの18歳の女性。以前は髪を肩まで伸ばしていたが、11番目に押しかけ助手をした相手に「長い髪でうろうろされると目障り」と言われ、現在はかなりショートに髪を切っている。
この時代の女性（基本的にこの時代は強い淑女思想）にしては珍しく向学心が強く、その事を家族以下周囲から白眼視されて鬱に入っていたがピーボー教授と出会うことにより救われる。
何事にも疑問を持たなければ済まない性格をしており、その上行動力と勇敢さを備え持っているために蛇を素手で捕まえる事も辞さない。将来は生物学者として身を立てたいと願っている。
ただ別段男勝りな性格と言うわけではなく、純粋に向学心・好奇心の強い女性である。また非常に繊細な部分も持ち合わせており、今までピーターを含む12人の先生から盥回しにされた経歴を持つ為「女性」として差別される事に強い反感を持っている。
ラズベリーの砂糖菓子が大の好物。
Dr.ピーボー
四角い眼鏡とかなり長い髭がキュートでお茶目な教授。ピーターを含む12人の弟子を持ち、「すばらしき世界の定義」等影響力の大きな論文を発表しているかなりの実力者らしいのだが、かなりのいたずら好きでいつもピーターをからかって遊んでいる。
家族から白眼視され、自分自身を理解されない事によって自信を無くしていたマリアの保証人となって助手の口を捜していたが、11人に断られた為に最後は「課題」という形でピーターに師事させる事に成功する（その課題期限は「無期限」）。
学者としての実力もかなりのものらしく、時には非常に鋭い指摘と指導力でピーターとマリアを導くのだが、最後には滑稽味を表に出してしまう。
また、かなり大きな屋敷に孫娘と一緒に住んでおり、裏庭には「妖精の森」と言われる広大な森を持ち、そこに今まで手に入れてきた植物等を植えて観察している。
スタミナ食として蛇を好んで食べるが、それ以外にも人を驚かす道具としてよく蛇を使用する。
ジャン・サルーマ
八重歯の可愛い元気な少年。「ピーターの子分」を自称しており、研究室に出入りして色々な面からピーターを助ける。マリアが助手になった事で「将来自分もピーター先生の助手になる」という夢を持つ。
助手ほどの知識は無いが、機転を利かせることは非常に得意。ピーターの下宿がジャンの実家であり、マリアの「ピーター・ウォルバーに関する報告書」では大きな情報源となっていた。
年の割に聡明でそれなりの知識もあり、女性の機微に関してはピーターよりも上。Dr.ピーボーの孫娘・アリスと仲が良い。
アリス・D・ルブラン
Dr.ピーボーの孫娘にしてピーターに恋する14歳。寄宿学校に通っていて長期休暇になるとピーターに家庭教師に着いて貰っているが、全知全能の教授の孫にしては知識に斑があり、文学・美術・音楽等芸術関連には秀でているが科学・数学系に関しては人並み以下。本人曰く「レディにそんな学問は必要ない」というマリアの対極にあたる、この時代の女性を代表するような考え方をしている。
想像力が強く、科学の公式を習っていてもそれを文学的・詩的に自分で変えてしまう。
ピーボー教授とファミリーネームが違うのは、アリスが母方の姓を名乗っている為。

## 単行本
- 山下友美『ピーターとマリア』白泉社〈花とゆめコミックス〉全1巻
  - 1993年7月25日発行、ISBN 978-4592126287